# The Inchtabokatables
The Inchtabokatables, var et tysk hardcore punkband, dannet 1992 i Berlin. Bandet blev opløst i 2002.
Bandet startede med at spille indrustial tanzz-metal, indtil bandet besluttede sig for at spille almindelig hardcore, inspireret af AC/DC og Red Hot Chilli Peppers. Snart, begyndte Oliver Riedel at savne det gamle industrial metal, så han sluttede sig til 26-årige Richard Z. Kruspe, sammen med Christoph Schneider.
Basisten Oliver "Ollie" Riedel forlod bandet i  1994 og blev senere kendt som medlem af  Rammstein.
Bandet opnåede et album, indtil Fredrich Rösen forlod bandet, for at spille i "Knarren Brennt", som var dødsmetal. Peter Krüger havde svært ved at undvære Fredrich som guitarist, så han valgte at stoppe bandet.

## Medlemmer
- Sang: Peter Krüger
- Guitar: Fredrich Rösen
- Trommer:Espen Heinrich
- Bas: Oliver Riedel

## Tidligere medlemmer
- Bas: Oliver Riedel
- Sang: Peter Krüger
- Guitar: Fredrich Rösen
- Trommer:Espen Heinrich
- Bas: Oliver Riedel